# Nižnij Odes
Nižnij Odes (in russo Ни́жний О́дес?; in lingua komi: Улыс Одес) è un insediamento di tipo urbano di 7 268 abitanti situato in Russia, nella Repubblica dei Komi, nel distretto Sosnogorsk.